# Angelic Layer
Kidou Tenshi Angelic Layer (機動天使エンジェリックレイヤー, Kidou Tenshi Enjerikku Reiya, Lit. Manobras Angelicais na Zona Angelical) é um mangá de cinco volumes (no Japão) publicado originalmente no Japão pela revista Shōnen Ace pela editora Kadokawa Shoten e no Brasil pela Editora JBC e é de autoria do grupo CLAMP.
Angelic Layer é outro trabalho do grupo  CLAMP que mostra mais uma vez seus traços suaves e em perfeito contraste, movimentos belos e figuras complexas, também estão presentes na obra.

## História
O mangá e o anime contam a história de uma garotinha que foi deixada pela mãe desde quando ainda era muito pequena, seu nome é Misaki Suzuhara. Misaki morava no interior do Japão quando foi deixada pela mãe que se mudou para Tóquio com o pretexto de ir trabalhar, deixando a filha com os avós.
Misaki cresce e vai estudar em Tóquio, lá encontra um jogo que vai mudar a sua vida: o "Angelic Layer". O Angelic Layer é uma espécie de jogo de luta, mas é feito com  bonecas reais controladas pelo cérebro humano. Nos campeonatos, Misaki Suzuhara forma amizades fortes, encontra verdadeiros desafios e dá lições de coragem e força

## Contexto
O contexto apresentado é um futuro não muito distante em que aparece uma nova geração de brinquedos tecnológicos. Esses brinquedos podem se mover segundo a vontade do usuário, mas isso só é possível em cima de um Layer. O nome desse brinquedo é "Angelic Layer". Os "anjos", como são chamados os brinquedos, são uma espécie de boneca, com a diferença já mencionada que elas podem se mover segundo a decisão do usuário. Dessa forma, o usuário recebe o nome de deus e o boneco de anjo.
Em campeonatos os deuses se enfrentam no Layer usando seus anjos, com isso, o CLAMP fez uma luta entre pessoas normais onde não importam nem idade nem tamanho, ou características físicas, mas sim os sentimentos que cada Deus deposita em seu anjo enquanto o controla.

## Mangá
Os capítulos do mangá escritos pelo grupo CLAMP foram compilados em cinco tankōbon e lançados entre 25 de junho de 1999 e 21 de setembro de 2001 pela Kadokawa Shoten.

## Anime

### Músicas
Tema de Abertura
- "Be My Angel"

Lyrics : Goro Matsui
Composição: Takahiro Ando, Goro Matsui
Arranjo : Takahiro Ando
Música : Atsuko Enomoto
Tema de Encerramento
- "☆the starry sky☆"

Lyrics : HALNA
Composição : Atsushi Sato
Arranjo : HAL
Música : HAL
- "After the rain" (雨あがり, Ame Agari)

Lyrics : Chisa Tanabe
Composição : Kazuhiro Hara
Arranjo : Takao Kōnishi
Música : Moeko Matsushita
Todas as músicas de fundo foram compostas por Kōhei Tanaka, mesmo compositor de One Piece e Sakura Wars.